# Lega della Gioventù Comunista Ungherese
La Lega della Gioventù Comunista Ungherese (in ungherese: Magyar Kommunista Ifjúsági Szövetség, KISZ) è stato un movimento giovanile comunista dell'Ungheria.

## Storia
Fu fondata il 21 marzo 1957 (in occasione dell'anniversario della dichiarazione della Repubblica Sovietica Ungherese nel 1919), in seguito alla rottura della rivoluzione ungherese del 1956. Ha affermato di rappresentare tutta la gioventù del paese e ha cercato di educare i giovani politicamente e di supervisionare le attività politiche e sociali per loro. KISZ è stata la fonte più importante di nuovi membri per il partito. Il suo quadro organizzativo era parallelo a quello del Partito Socialista Operaio Ungherese e comprendeva un congresso, un comitato centrale, una segreteria e comitati regionali e locali. L'adesione era aperta ai giovani dai quattordici ai ventisei anni, ma la maggior parte dei dirigenti a tempo pieno dell'organizzazione erano ben al di sopra del limite di età. Negli anni '80, KISZ contava circa 800.000 membri. L'iscrizione era comune tra gli studenti (96% nelle università, 75% nelle scuole superiori) ma era più bassa tra i giovani che già lavorano (31%). Era obbligatoria per l'ammissione all'università.
Nell'aprile 1989 i delegati al congresso nazionale dell'organizzazione hanno votato per cambiare il nome dell'organizzazione in Federazione Democratica della Gioventù (DEMISZ). Secondo le dichiarazioni adottate dal congresso, la federazione di nuova concezione sarebbe una lega volontaria di organizzazioni giovanili indipendenti e non accetterebbe la direzione di un singolo partito, incluso il Partito Socialista Operaio Ungherese. I membri dell'ultimo comitato centrale KISZ, tuttavia, hanno ricoperto posizioni strategiche nell'economia della Terza Repubblica Ungherese, ad esempio Imre Nagy (CEO di Caola Inc.), Lajos Csepi (presidente della Hungarian Privatization and State Holding Co.), János Gönczi (CEO di Malév), Mihály Enyedi-Nagy (fondatore di Media-ship nel 1991), Pál Jendrolovics e Sándor Szórádi (CEO di Budapest Investment Inc.), György Szilvásy (CEO di Altus Inc., dal 2006 capo dell'ufficio del PM). L'ex primo ministro ungherese, Ferenc Gyurcsány, era stato presidente del comitato centrale del capitolo universitario della KISZ tra il 1988 e il 1989. Successivamente l'organizzazione passò alla Lega Giovanile Democratica Ungherese (in ungherese: Demokratikus Magyar Ifjúsági Szövetség, DEMISZ). 

## Primi segretari del comitato centrale della KISZ
- 1957-1961: Zoltán Komócsin
- 1961-1963: Árpád Pullai
- 1964-1970: Lajos Méhes
- 1970-1973: István Horváth
- 1973-1980: László Maróthy
- 1980-1984: György Fejti
- 1984-1988: Csaba Hámori
- 1988-1989: Imre Nagy